# Daniel Danklmaier
Daniel Danklmaier (24 aprile 1993) è uno sciatore alpino austriaco.

## Biografia
Velocista originario di Aich e attivo in gare FIS dal dicembre del 2008, Daniel Danklmaier ha esordito in Coppa Europa il 7 gennaio 2011 partecipando al supergigante tenutosi sulle nevi di Wengen e giungendo 54º. Il 28 novembre 2012 ha conquistato, a Reiteralm in discesa libera, la sua prima vittoria nel circuito, precedendo nell'ordine i compagni di squadra Mario Karelly e Markus Dürager.
Nel 2014 ha vinto la medaglia d'argento nel supergigante ai Mondiali juniores disputati a Jasná; ha esordito in Coppa del Mondo il 3 dicembre 2016 a Val-d'Isère in discesa libera (40º) e ai Campionati mondiali a Åre 2019, dove è stato 30º nel supergigante e 12º nella combinata.

## Palmarès

### Mondiali juniores
- 1 medaglia:
  - 1 argento (supergigante a Jasná 2014)

### Coppa del Mondo
- Miglior piazzamento in classifica generale: 28º nel 2022

### Coppa Europa
- Miglior piazzamento in classifica generale: 8º nel 2018
- Vincitore della classifica di combinata nel 2018
- 12 podi:
  - 3 vittorie
  - 3 secondi posti
  - 6 terzi posti

#### Coppa Europa - vittorie
| Data             | Località    | Paese   | Specialità |
| ---------------- | ----------- | ------- | ---------- |
| 28 novembre 2012 | Reiteralm   | Austria | DH         |
| 21 gennaio 2015  | Val-d'Isère | Francia | DH         |
| 21 gennaio 2019  | Kitzbühel   | Austria | DH         |

Legenda:

DH = discesa libera

### Campionati austriaci
- 7 medaglie:
  - 2 ori (discesa libera nel 2021; discesa libera nel 2022)
  - 5 argenti (discesa libera, supercombinata nel 2014; supergigante nel 2015; discesa libera nel 2019; discesa libera nel 2024)

### Campionati austriaci juniores
- 4 medaglie[1]:
  - 3 ori (discesa libera nel 2010; discesa libera, supergigante nel 2014)
  - 1 argento (discesa libera nel 2012)